# 波斯特維爾 (艾奧瓦州)
波斯特维尔（Postville），是美国艾奥瓦州城市，該城市跨阿勒马基县、克莱顿县。总面积5.46平方公里，均为陆地。根据2010年美国人口普查数据，该地总人口为2,227人。